# فرودگاه شارلوت‌تاون
فرودگاه شارلوت‌تاون (به انگلیسی: Charlottetown Airport) یک فرودگاه همگانی باربری با کد یاتا YYG است که یک باند فرود آسفالت دارد و طول باند آن ۲۱۳۴ متر است. این فرودگاه در شهر شارلوت‌تاون کشور کانادا قرار دارد و در ارتفاع ۴۹ متری از سطح دریا واقع شده‌است.

## شرکت‌های هواپیمایی و مقصدهای پروازی

### مسافری
| شرکت‌های هواپیمایی  | مقصدهای پروازی                                                                       |
| ------------------ | ------------------------------------------------------------------------------------ |
| Air Canada Express | هلفکس استانفیلد، مونترآل-پییر الیوت ترودو، مک‌دونالد-کارتیر اتاوا فصلی: پیرسون تورنتو |
| ایر کانادا روژ     | فصلی: مونترآل-پییر الیوت ترودو، پیرسون تورنتو                                        |
| سان‌وینگ ایرلاینز   | فصلی: گریگوریو لوپرون                                                                |
| وست جت             | پیرسون تورنتو                                                                        |